# Ћеновац
Ћеновац је насеље у Србији у општини Лебане у Јабланичком округу. Према попису из 2022. било је 354 становника.

## Демографија
У насељу Ћеновац живи 328 пунолетних становника, а просечна старост становништва износи 40,2 година (40,5 код мушкараца и 39,9 код жена). У насељу има 100 домаћинстава, а просечан број чланова по домаћинству је 4,23.
Ово насеље је углавном насељено Србима (према попису из 2002. године).
|  |

| Демографија | Демографија | Демографија |
| Година      | Становника  | Становника  |
| ----------- | ----------- | ----------- |
| 1948.       | 347         |             |
| 1953.       | 388         |             |
| 1961.       | 392         |             |
| 1971.       | 398         |             |
| 1981.       | 433         |             |
| 1991.       | 457         | 457         |
| 2002.       | 423         | 430         |
| 2011.       | 395         |             |
| 2022.       | 354         |             |

| Етнички састав према попису из 2002.‍ | Етнички састав према попису из 2002.‍ | Етнички састав према попису из 2002.‍ | Етнички састав према попису из 2002.‍ | Етнички састав према попису из 2002.‍ |
| ------------------------------------ | ------------------------------------ | ------------------------------------ | ------------------------------------ | ------------------------------------ |
|                                      |                                      |                                      |                                      |                                      |
| Срби                                 | Срби                                 |                                      | 367                                  | 86,76%                               |
| Роми                                 | Роми                                 |                                      | 55                                   | 13,00%                               |

| Година пописа     | 1948. | 1953. | 1961. | 1971. | 1981. | 1991. | 2002. |
| ----------------- | ----- | ----- | ----- | ----- | ----- | ----- | ----- |
| Број домаћинстава | 55    | 60    | 70    | 79    | 88    | 106   | 100   |

| Број чланова      | 1 | 2  | 3  | 4  | 5  | 6  | 7 | 8 | 9 | 10 и више | Просек |
| ----------------- | - | -- | -- | -- | -- | -- | - | - | - | --------- | ------ |
| Број домаћинстава | 7 | 21 | 11 | 13 | 17 | 19 | 7 | 4 | 1 | 0         | 4,23   |

| Пол    | Укупно | Неожењен/Неудата | Ожењен/Удата | Удовац/Удовица | Разведен/Разведена | Непознато |
| ------ | ------ | ---------------- | ------------ | -------------- | ------------------ | --------- |
| Мушки  | 169    | 35               | 116          | 15             | 3                  | 0         |
| Женски | 177    | 28               | 118          | 27             | 4                  | 0         |
| УКУПНО | 346    | 63               | 234          | 42             | 7                  | 0         |

| Пол    | Укупно                    | Пољопривреда, лов и шумарство | Рибарство                            | Вађење руде и камена | Прерађивачка индустрија       |
| ------ | ------------------------- | ----------------------------- | ------------------------------------ | -------------------- | ----------------------------- |
| Мушки  | 105                       | 63                            | 0                                    | 0                    | 8                             |
| Женски | 74                        | 51                            | 0                                    | 0                    | 4                             |
| УКУПНО | 179                       | 114                           | 0                                    | 0                    | 12                            |
| Пол    | Производња и снабдевање   | Грађевинарство                | Трговина                             | Хотели и ресторани   | Саобраћај, складиштење и везе |
| Мушки  | 0                         | 4                             | 16                                   | 5                    | 3                             |
| Женски | 0                         | 1                             | 11                                   | 1                    | 0                             |
| УКУПНО | 0                         | 5                             | 27                                   | 6                    | 3                             |
| Пол    | Финансијско посредовање   | Некретнине                    | Државна управа и одбрана             | Образовање           | Здравствени и социјални рад   |
| Мушки  | 0                         | 0                             | 2                                    | 3                    | 0                             |
| Женски | 0                         | 0                             | 0                                    | 2                    | 4                             |
| УКУПНО | 0                         | 0                             | 2                                    | 5                    | 4                             |
| Пол    | Остале услужне активности | Приватна домаћинства          | Екстериторијалне организације и тела | Непознато            | Непознато                     |
| Мушки  | 0                         | 0                             | 0                                    | 1                    | 1                             |
| Женски | 0                         | 0                             | 0                                    | 0                    | 0                             |
| УКУПНО | 0                         | 0                             | 0                                    | 1                    | 1                             |